# Aéroport d'Essendon
L'aéroport d'Essendon (IATA : MEB) est un aéroport public desservant la ville de Melbourne en Australie.
Il est situé à Essendon dans la banlieue nord de Melbourne, près du croisement des autoroutes de Tullamarine et de Calder.
Il est équipé de 2 pistes :
- piste 08/26 de 1 921 m ;
- piste 17/35 de 1 504 m.

Il disposait à l'origine d'une piste en herbe créée en 1921.

## Compagnies et destinations
| Compagnies     | Destinations                                                                      |
| -------------- | --------------------------------------------------------------------------------- |
| Fly Corporate  | Brisbane, Dubbo (en), Orange, NGS (en), Wollongong                                |
| Sharp Airlines | Flinders Island (en), King Island (en), Portland, Victoria (en), Warrnambool (en) |

Édité le 14/04/2019

## Statistiques
Le graphique qui aurait dû être présenté ici ne peut pas être affiché car il utilise l'ancienne extension Graph, désactivée pour des questions de sécurité. Des indications pour créer un nouveau graphique avec la nouvelle extension Chart sont disponibles ici.

Voir la requête brute et les sources sur Wikidata.